# Ela (geslacht)
Ela is een geslacht van vlinders van de familie spinneruilen (Erebidae), uit de onderfamilie Lymantriinae.

## Soorten
- E. leucophaea Walker, 1862